# Nicolas Charles Tronchon
Pour les articles homonymes, voir Tronchon.

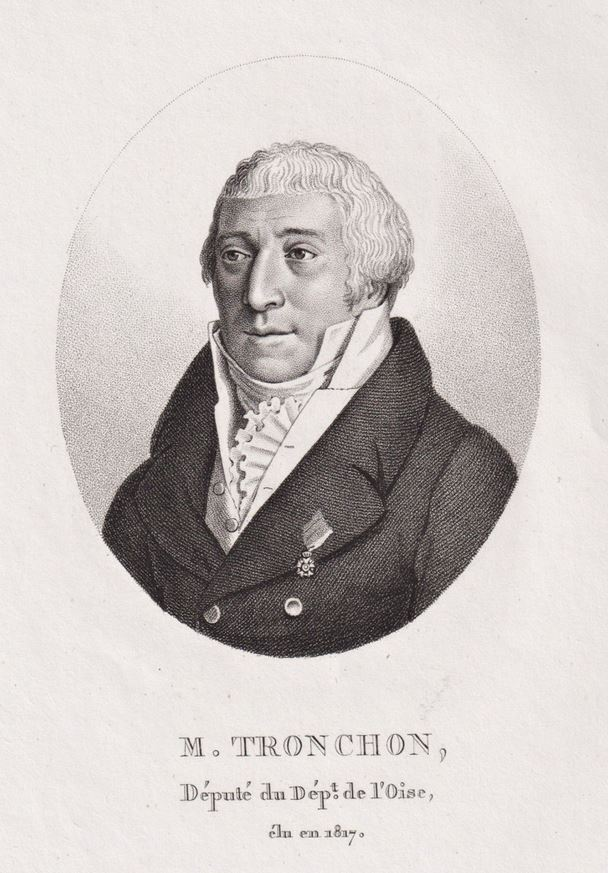
Représentation de Nicolas Tronchon Député du département de l'Oise élu en 1817.

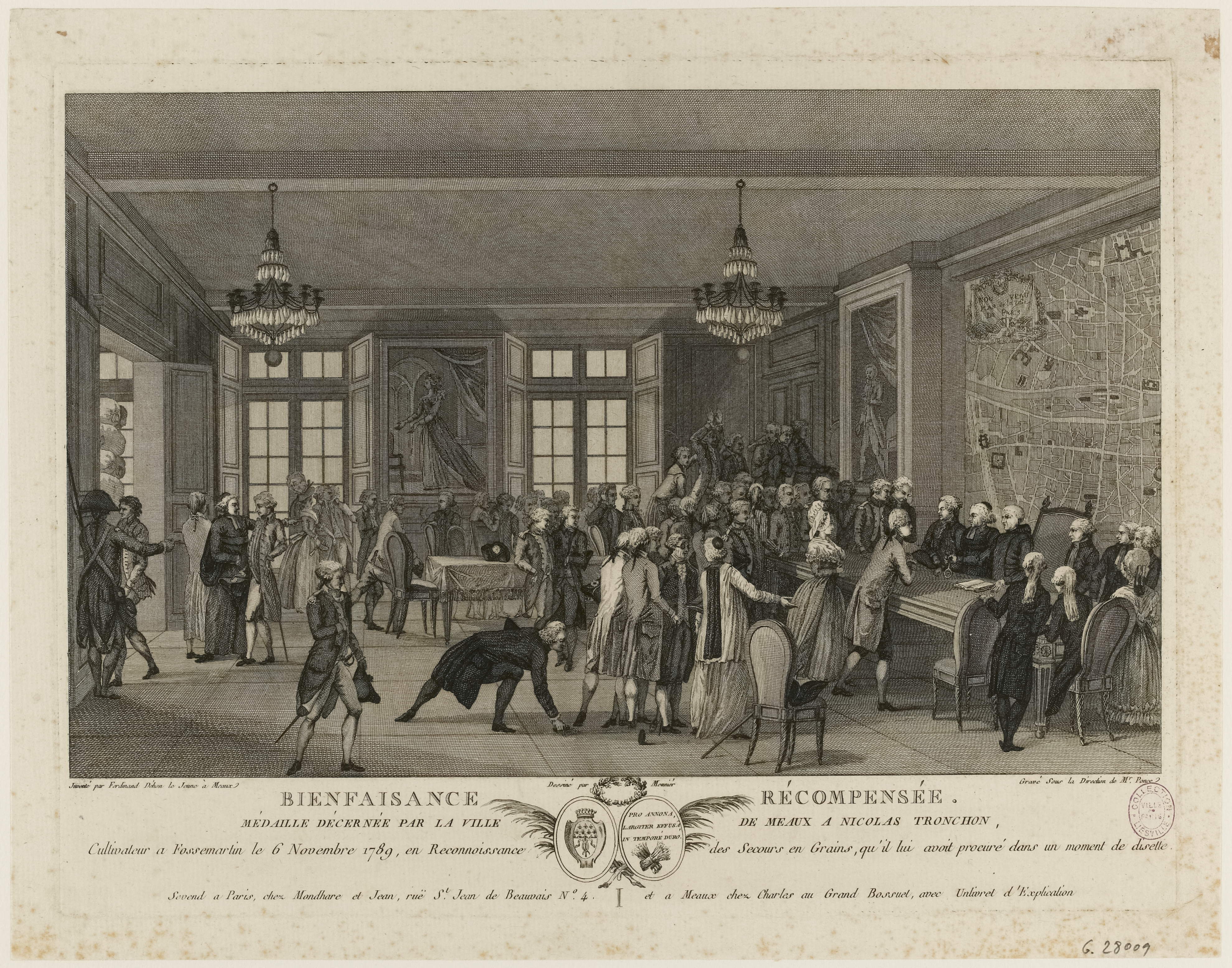
Gravure reproduisant la remise de la médaille à Nicolas Tronchon le 6 novembre 1789 par Nicolas Ponce.

Nicolas Charles Tronchon est un homme politique français né le 15 juin 1759 à Marcilly (Seine-et-Marne) et décédé le 7 novembre 1828 à Saint-Soupplets (Seine-et-Marne).

## Biographie
Nicolas Tronchon naquit à Marcilly le 15 juin 1759. Fils de Nicolas, laboureur et de Nicole Marest, on le baptisa le même jour ; pour parrain il eut Louis Dupré, secrétaire du roi, qui habitait la paroisse de Saint-Soupplets, et pour marraine son aïeule, la veuve de Jean Marest.
Nicolas Tronchon fut placé au Séminaire Collège de Meaux, son père voulait qu'il acquière une solide instruction. À la fin de ses humanités, le jeune homme fut envoyé à Paris d'où il revint avocat en parlement. Bien qu'avocat Nicolas Tronchon se sentait attiré d'une façon irrésistible par la profession de son père, laboureur. Il mena de front les questions juridiques et la culture de la ferme de Fosse-Martin.
À la suite de la mauvaise récolte de 1788, la disette des grains sévit cruellement l'année suivante et la ville est menacé de famine. Tronchon voyant de près et chaque jour la misère de ses concitoyens, songe d'abord à parer la calamité du moment. Il ouvre ses greniers, procure aux habitants de Meaux le blé qui leur manque et approvisionne les marchés à des prix très modiques.
L'orage passé, les Meldois reconnaissant font graver en l'honneur de Nicolas Tronchon une médaille d'or qui lui fut décernée en séance solennelle le 6 novembre 1789. L'on retrouve d'un coté de cette médaille les armes de Meaux, au revers on lit, (au dessus de trois gerbes croisées) : Pro anona largiter effusa in tempore duro. Cet acte de désintéressement si honorable pour le fermier de Fosse Martin eut un très grand retentissement par toute la France et pour en perpétuer le souvenir, deux artistes furent chargés de reproduire par la gravure le moment où la municipalité meldoise remet à Nicolas Tronchon la médaille. Plus tard le 29 décembre 1790, la Société royale d'agriculture décernait à son tour, en séance publique, une médaille d'or à Nicolas Tronchon qui se vit aussitôt entouré de popularité, ainsi que de l'estime publique et de l'affection qu'il méritait.
Dévoué pour le bien public, secondé par une épouse digne de lui, l'avocat-fermier répandait constamment les bienfaits ; il eut bientôt à défendre les droits de ses concitoyens sur un autre terrain. En 1790, lors de la nouvelle division de la France, Dammartin fit partie du département de l'Oise. Tronchon devint l'un des administrateurs de ce département. Élu l'année suivant à l'assemblée législative, il siégea parmi les constitutionnels abordant avec succès la tribune sur des questions agricoles et des questions financières.
Au dix août 1792, c'est dans ses bras qu'un grenadier remit le dauphin, au milieu de cette séance orageuse où Louis XVI et la famille royale cherchèrent un refuge auprès des députés. "C'est un dépôt sacré, lui dit le soldat du roi, mais je sais à qui je le confie." Tronchon était à ce moment l'un des secrétaires de l'Assemblée. Abandonnant alors la vie politique, il ne se mit pas sur les rangs pour entrer à la Convention et ne reparut à la Chambre que pendant les Cents-Jours, au milieu des défenseurs de l'indépendance nationale.
Nicolas Tronchon reçoit de Napoléon Ier la croix de la légion d'honneur le 5 novembre 1804.
Député de l'Oise de 1817 à 1822, Nicolas Tronchon se signala par la sagesse de ses principes et par des vues libérales qui lui avaient valu l'amitié de MM. de Girardin (d'Ermenonville) et Dupont (de l'Eure). Il s'était prononcé notamment contre les lois d'exemption et contre la loi d'élection de 1820 dont il signala les inconvénients dans une brochure qui fut remarquée. Pourtant il ne fut pas réélu à la chambre septennale, et lorsqu'il se porta ensuite candidat à Meaux, il échoua en face du général Lafayette. Mais le département de l'Oise devait le récompenser une fois encore de ses services et de la fermeté qu'il avait montrée vis-à-vis d'un ministère en contradiction avec les véritables intérêts de la nation. En 1827, il était élu par l'arrondissement de Compiègne. Membre du Conseil général pendant plus de 30 ans, maire de Réez et Fosse-Martin, membre de la société d'agriculture de Meaux... partout il dirigea ses efforts vers l'amélioration du sort du peuple, diffusion de l'instruction et les progrès de la culture. On lui doit la fondation de plusieurs écoles d’enseignement mutuel (Puisieux et Saint-Soupplets) ; comme agriculteur il contribua à la propagation de l'éducation du mérinos.
Nicolas Tronchon s'éteint à Saint-Soupplets, le 7 novembre 1828. La presse est unanime pour exprimer les regrets inspirés par la mort du vertueux citoyen qu'un de ses fils, André Tronchon, remplace à la chambre des députés.
Une école ainsi qu'une rue rue portent son nom à Meaux, ainsi qu'un collège à Saint-Soupplets.

## Sources
1. ↑  « Document 5MI3260  Baptêmes, mariages, sépultures. ( 1753-1762 ) », sur Archives de Seine et Marne : Naissances de Marcilly (1753-1762) P52/73
2. 1 2  A. Le Blondel, Nicolas Tronchon, cultivateur, né à Marcilly (Seine-et-Marne), le 15 juin 1759, bienfaiteur de la ville de Meaux, Meaux, 25 p. (lire en ligne)
3. ↑  « Archives Nationales : Tronchon Nicolas »

- « Nicolas Charles Tronchon », dans Adolphe Robert et Gaston Cougny, Dictionnaire des parlementaires français, Edgar Bourloton, 1889-1891 [détail de l’édition]